# 1788 na ciência

## Nascimentos
| Data          | Nome                  | Profissão | Nacionalidade         | Observações                 | Ref   |
| ------------- | --------------------- | --------- | --------------------- | --------------------------- | ----- |
| 11 de janeiro | William Thomas Brande | químico   | Reino da Grã-Bretanha | m. 1866 Medalha Copley 1813 | [ 1 ] |

## Mortes
| Data           | Nome                      | Profissão              | Nacionalidade       | Observações | Ref |
| -------------- | ------------------------- | ---------------------- | ------------------- | ----------- | --- |
| 14 de dezembro | Giovanni Domenico Maraldi | astrónomo e matemático | República de Génova | n. 1709     |     |

## Prémios
Medalha Copley
- Charles Blagden[1]